# Rio Quente
Rio Quente é um município brasileiro no estado de Goiás (no sudeste goiano), Região Centro-Oeste do país. Sua população foi estimada em 4 728 habitantes, conforme dados do IBGE de 2021.

## História
Rio Quente foi descoberto em 1722 por Bartolomeu Bueno Filho, um bandeirante que veio junto com sua tropa explorar a região.

## Geografia

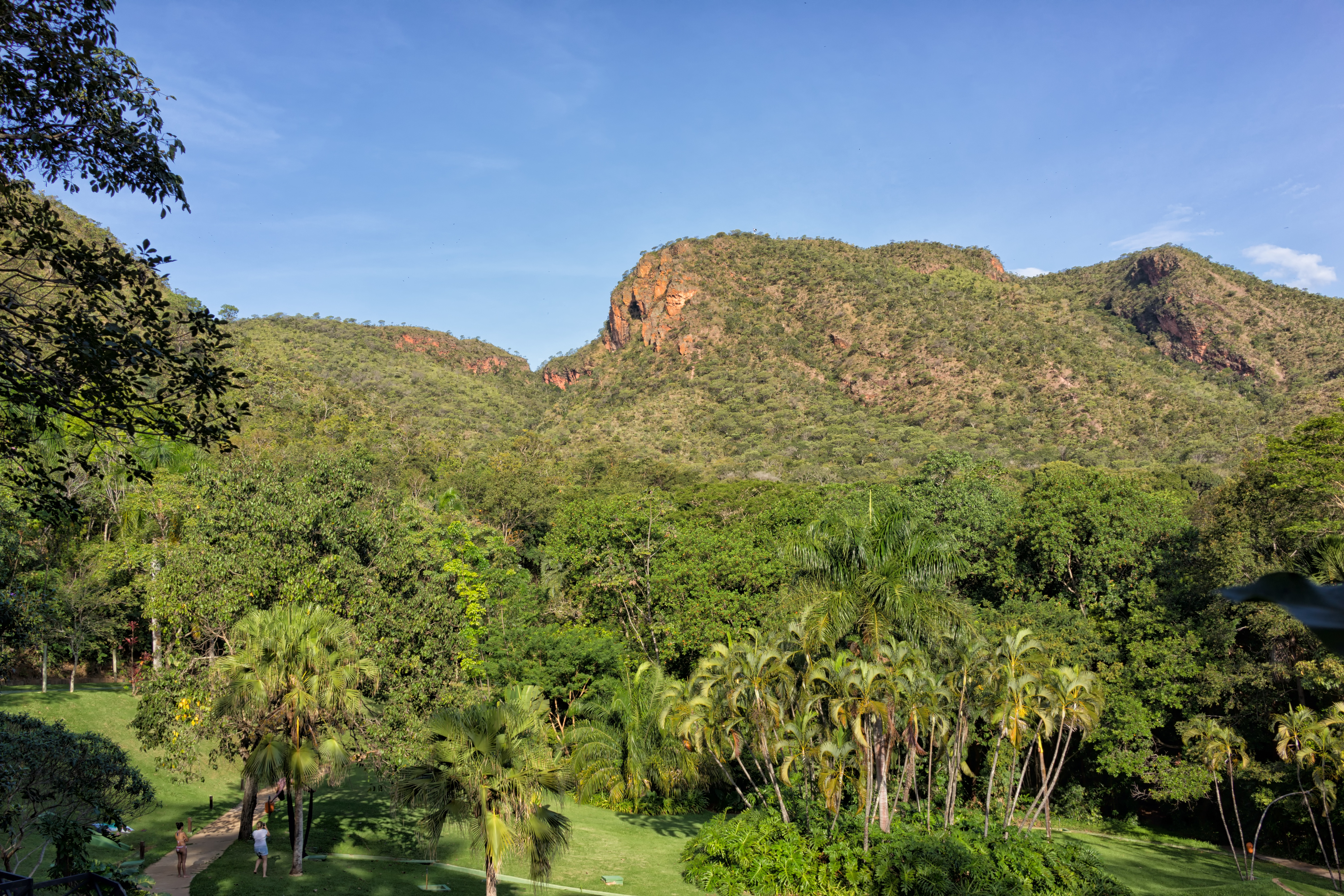
Relevo ondulado no município.

De acordo com a divisão regional vigente desde 2017, instituída pelo IBGE, o município pertence às Regiões Geográficas Intermediária de Itumbiara e Imediata de Caldas Novas-Morrinhos. Até então, com a vigência das divisões em microrregiões e mesorregiões, fazia parte da microrregião do Meia Ponte, que por sua vez estava incluída na mesorregião do Sul Goiano.
Está próximo ao município de Caldas Novas, cidade turística que junto a Rio Quente formam a maior estância hidrotermal do mundo. Em relação à dimensão territorial o município tem uma agricultura pouco significativa, sua renda é quase totalmente oriunda do turismo.
Como seu foco maior é a economia turística, recebe um número cada vez maior de turistas estrangeiros de países como: Japão, Estados Unidos, Argentina, México, Inglaterra, Portugal, Itália, Argentina, França segundo pesquisas locais.
Rio Quente possui a 2ª maior renda per capita do Brasil.[carece de fontes?]
A cidade de Rio Quente foi emancipada em 1988 depois de um longa briga política para poder se desmembrar de Caldas Novas e após votação popular, através de um plebiscito deixou de ser povoado Caldasnovense e se tornou a cidade de Rio Quente emancipada. Situa-se numa região de clima tropical quente e úmido, com chuvas de verão, principalmente nos meses de novembro a março, com uma temperatura média anual de 28 °C, oferecendo aos seus visitantes excelentes condições climáticas para desfrutar suas belezas durante o ano todo.[carece de fontes?]
A extensão territorial da cidade é grande em vista do seu número de habitantes, mas que vem crescendo constantemente. Os bairros do município se encontram distantes uns dos outros o que causa a impressão da cidade ser pequena também geograficamente.
Os principais bairros da cidade são:
- Bairro Esplanada: onde se encontra o complexo turístico da cidade.
- Bairros Solón Amaral I e II: Bairros onde se concentram a maioria da população. É o bairro que se expandiu na emancipação política do município e onde se encontra a Praça dos Ipês que é famosa pela sua decoração e como uma das praças públicas mais belas do estado de Goiás;
- Fauna II: situado ao pé da Serra de caldas, foi construído junto a programas sociais e casas financiadas pela Caixa Econômica Federal,

O município conta ainda com  grandes condomínios, hotéis, grandes prédios, chalés, resorts, pousadas, parques, recantos, áreas verdes protegidas pelo Ministério do Meio Ambiente e loteamentos  demarcados para a construção de empreendimentos imobiliários.

## Administração
- Prefeito: Ana Paula Lima de Oliveira (2021/2024)
- Vice-prefeito: Marcio Pazelli Lisboa

## Acesso
As rodovias que dão acesso ao município, são: a BR-490/GO-213 (localizada no limite norte com a vizinha Caldas Novas); a GO-507, rodovia de acesso ao bairro Esplanada e à sede do município; e a GO-443, que passa pela zona rural do município. Os trechos da GO-507 e da GO-443 que ligam Rio Quente ao município vizinho de Marzagão, foram inaugurados em 2010, recebendo o nome de Rodovia Alexandrino Garcia. Esta rodovia facilitou o acesso dos turistas que vem de Minas Gerais e de São Paulo, que antes tinham que passar pela BR-490/GO-213.

## Turismo
O município que antes era distrito de Caldas Novas, está em posição geográfica privilegiada, próximo de Goiânia, Brasília, Uberlândia, Uberaba, São Paulo e do interior paulista, de onde se origina o maior percentual da demanda de turistas.
Sua fonte de recursos está no complexo turístico do Rio Quente que está localizado no bairro Esplanada e o Hot Park, que é um dos maiores parques aquáticos do Brasil, tal como o Beach Park de Aquiraz (CE), o Wet 'n Wild de Itupeva (SP) e o Rio Water Planet do Rio de Janeiro (RJ).
O município conta com aeródromo municipal (ICAO: SWTQ) localizado a 5 km do centro da cidade e a 2 km do complexo turístico. A pista é asfaltada com 1100 x 18m, elevação 2.247' e conta com balizamento noturno. Os designadores de pista são 06 e 24. No município vizinho de Caldas Novas, há ainda o Aeroporto de Caldas Novas, que é o aeroporto mais utilizado pelos turistas que visitam a região.

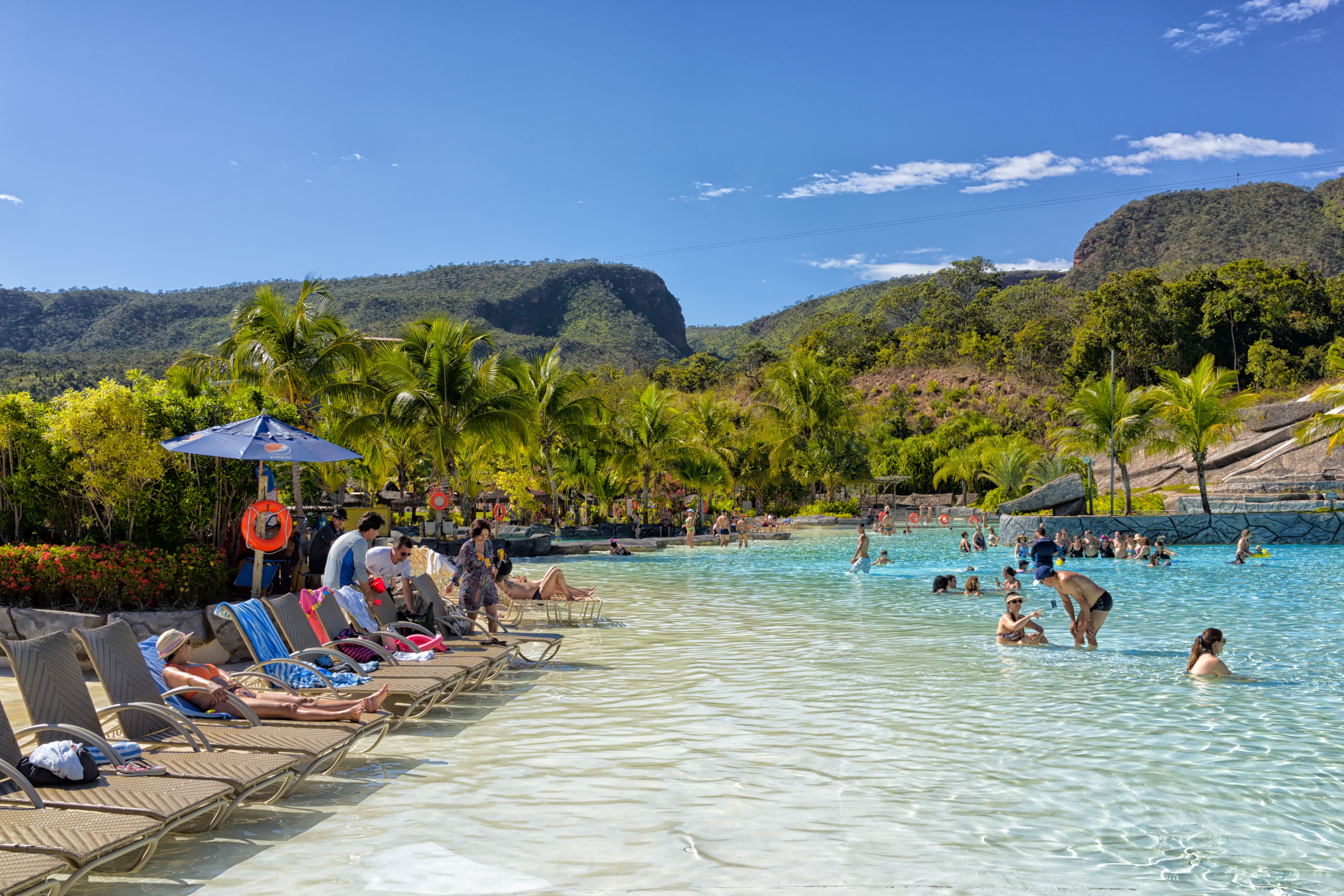
Praia do Cerrado no Hot Park
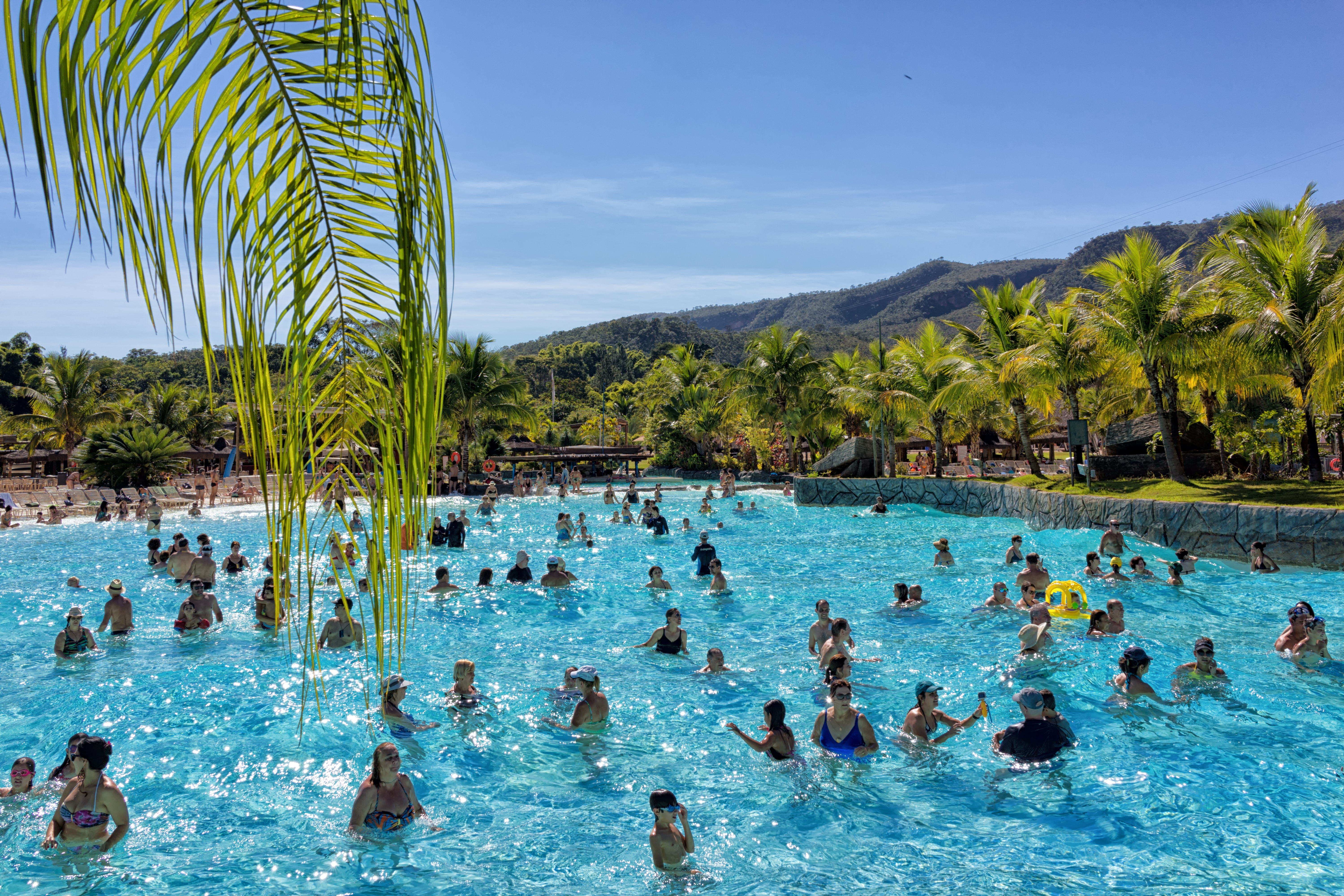
Turistas na Praia do Cerrado
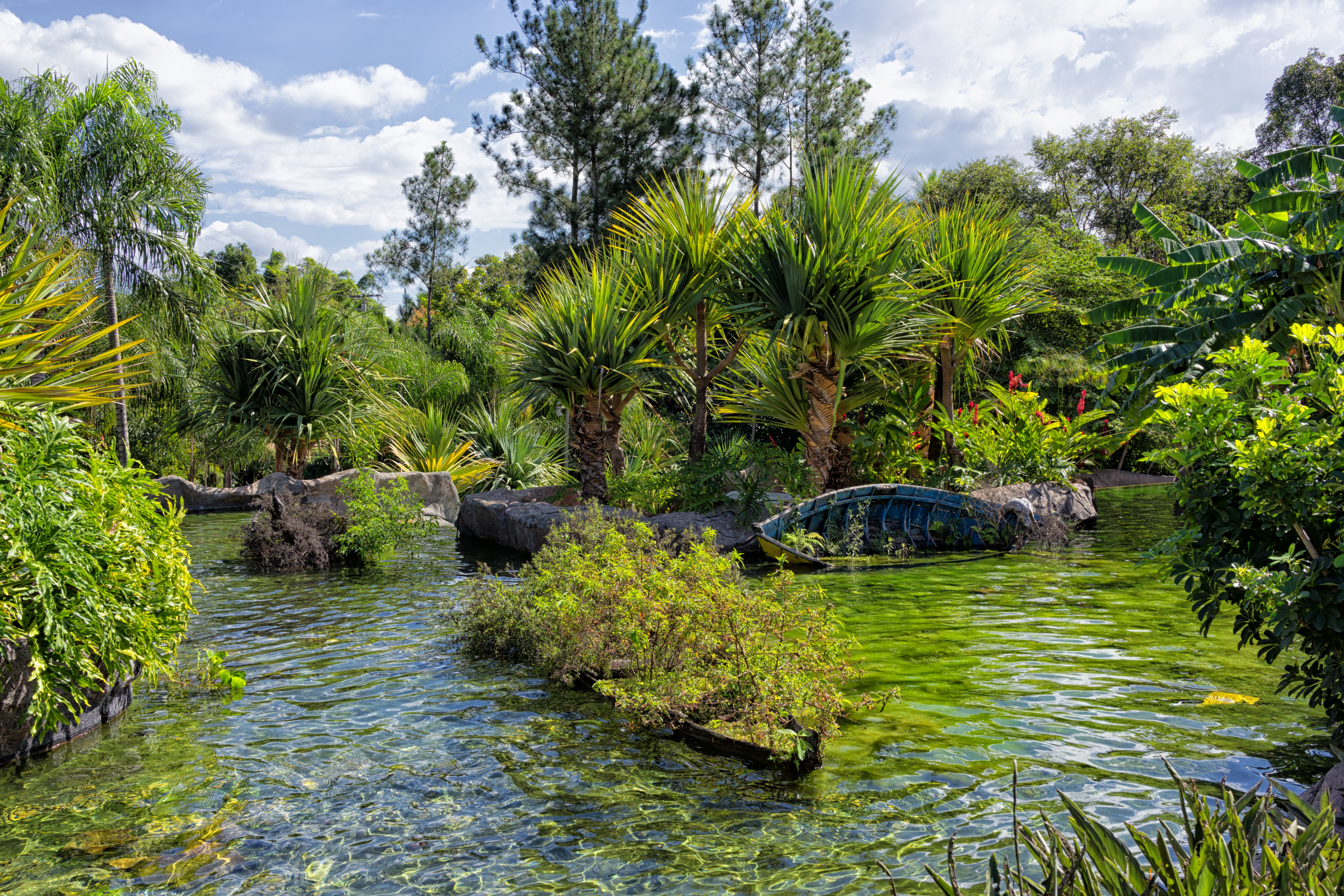
Curso de água no Hot Park